# 曲崎古墳群
曲崎古墳群（まがりざきこふんぐん）は、長崎県長崎市牧島町にある古墳群。古墳時代後期に築造された積石塚群で、1978年（昭和53年）12月21日に積石塚群の代表例として国の史跡に指定された。

## 概要
長崎市街より東に10kmの橘湾海上にある牧島東部、嘴状礫丘上にある。
古墳群自体は1940年（昭和15年）に発見報告されていたが、1976年（昭和51年）の長崎市教育委員会による牧島の未指定文化財調査にてその性格が確認された。発掘及び基数確認調査は翌年に同委員会が行い、99基の積石塚と性格不明の遺構約500か所が発見された。

## 埋葬施設
代表的なものを以下に示す。
- 2号墳
  - 直径：8.5メートル
  - 高さ：0.8メートル
  - 石室長軸：1.92メートル
  - 石室幅　：1メートル

- 3号墳
  - 直径：7メートル
  - 長軸：2.5メートル
  - 幅　：1メートル

- 4号墳
  - 直径：9メートル

## 主な出土品
- 須恵器
- 碧玉製管玉
- ガラス製小玉